# Akalat à queue courte
Malacocincla malaccensis
Espèce
Statut de conservation UICN

 NT  : Quasi menacé
L’Akalat à queue courte (Malacocincla malaccensis) est une espèce de passereau de la famille des Pellorneidae.

## Description
Ce passereau mesure 13 cm. Ses ailes sont courtes et arrondies et sa queue est courte aussi.

## Alimentation
Il se nourrit de coléoptères et d'autres insectes.

## Nidification
Son nid est en forme de coupe et est sur le sol.

## Répartition
Son aire s'étend à travers l'Insulinde.

## Habitat
L'akalat à queue courte habite les forêts humides tropicales et subtropicales de basses altitudes.
Il est menacé par la perte de son habitat.